# Santiago Tepopula
Santiago Tepopula (del Náhuatl: Tepopula ‘Cerro pedregoso de popotales’) es una localidad del Estado de México, forma parte del municipio de Tenango del Aire, del que constituye la segunda localidad por población, tras la cabecera municipal.

## Localización y demografía
Santiago Tepopula se encuentra localiza en la zona oriente del Estado de México, en las faldas de la denominada Sierra Nevada, formada por los volcanes Popocatépetl e Iztaccíhuatl, se ubica en las coordenadas geográficas 19°08′34″N 98°51′31″O / 19.14278, -98.85861 y a una altitud de 2,400 metros sobre el nivel del mar. Se encuentra aproximadamente a una distancia de dos kilómetros al sur de Tenango del Aire, la cabecera municipal, y a unos diez kilómetros al oeste de Ayapango y de Amecameca. De acuerdo al Conteo de Población y Vivienda de 2005 realizado por el Instituto Nacional de Estadística y Geografía, Santiago Tepopula tiene un total de 2,244 habitantes, de los cuales 1,129 son hombres y 1,115 son mujeres.
En 2009 el Bando de Policía y Buen Gobierno del municipio de Tenango del Aire le dio carácter de pueblo; la principal actividad económica es la agrilcutura, en particular de maíz y frijol, así como la cría de ganado en pequeña escala; del 24 al 27 de julio de cada año se celebran las fiestas patronales en honor de Santiago Apóstol, consistente principalmente en una feria.

## Historia
En Santiago Tepopula surgió a mediados de la década de 1980 un movimiento social que llevó en 1984 al triunfo por primera ocasión en un municipio del Estado de México del Partido Socialista Unificado de México, siendo electo presidente municipal de Tenango del Aire Edmundo Rojas Soriano, originario de Santiago Tepopula.
A la fecha, además de Edmundo Rojas Soriano, Santiago Tepopula ha tenido entre sus habitantes a otro presidente municipal, emanado del PRD, el contador público Juan Domínguez Villa.